# Henk Luning
Hendrikus Albertus (Henk) Luning ('s-Gravenhage, 20 november 1932 − Wageningen, 6 oktober 2018) was een Nederlands hoogleraar.

## Biografie
Luning studeerde af in Wageningen als ingenieur in de landhuishoudkunde van de tropen en subtropen. In de jaren 1960 publiceerde hij over Katsina, Nigeria en voor het Centrum voor Landbouwkundig Onderzoek in Suriname. In 1967 promoveerde hij aan zijn alma mater op Economic aspects of low labour-income farming. Vervolgens deed hij onderzoek in onder andere Afrika en publiceerde en deed onderzoek in opdracht van het Leidse Afrikacentrum. In 1982 werd hij hoogleraar Survey integration aan het internationaal instituut voor lucht- en ruimtekartering en aardkunde (ITC) in Enschede; hier nam hij in 1995 afscheid. In 1990 hield hij zijn oratie na zijn benoeming per 1 december 1988 tot bijzonder hoogleraar landgebruiksplanning voor regionale ontwikkeling in ontwikkelingslanden in Utrecht; per 1 december 1997 ging hij daar met emeritaat.
Prof. dr. ir. H.A. Luning overleed in 2018 op 85-jarige leeftijd.